# Dioctylzinn
Dioctylzinn ist eine chemische Verbindung mit der Formel C16H34Sn und ein dialkylsubstituiertes Stannylen. Es ist nicht zu verwechseln mit den Dioctylzinn-Verbindungen, die häufig fälschlicherweise und verkürzt als Dioctylzinn (DOT, englisch dioctyl tin) bezeichnet werden und mit dem für Ringöffnungspolymerisationen eingesetzten Zinn(II)-2-ethylhexanoat, welches häufig als Sn(Oct)2 abgekürzt wird.